# Havneby
Havneby anhörenⓘ ist der Hauptort der dänischen Insel Rømø mit 257 Einwohnern (Stand 1. Januar 2025). Havneby ist seit der Kommunalreform 2007 Teil der Tønder Kommune in der Region Syddanmark. Davor gehörte Havneby von 1970 bis Ende 2006 zur Skærbæk Kommune in Sønderjyllands Amt.

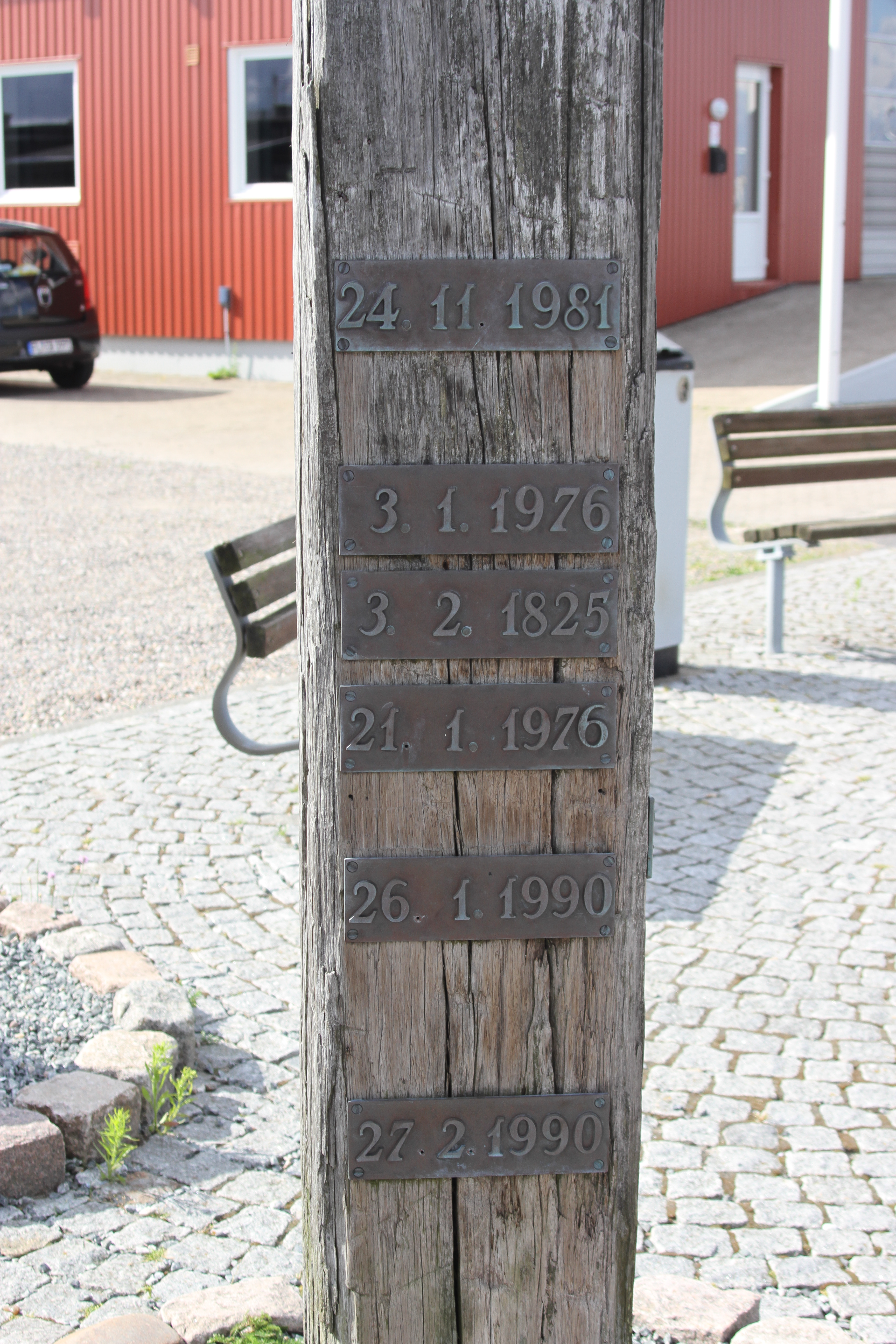
Sturmflutmarken in Havneby

## Lage
Havneby liegt am südöstlichen Ende der Insel Rømø am Ende der Sekundærrute 175, etwa 15 km südwestlich von Skærbæk, 6 km westlich von Ballum und etwa 11 km nordöstlich von List auf der deutschen Insel Sylt, die über die Fährverbindung der Rømø-Sylt-Linie erreicht werden kann.

## Geschichte
Erstmals erwähnt wurde Havneby nach der Seeschlacht am 1. Juli 1644 zwischen dänischen und holländisch-schwedischen Schiffen, als der Matrose Gram vom König die Erlaubnis zum Betrieb eines Kruges mit Alkoholausschank erhielt. Zwei aus dem Meer geborgene Kanonen aus der Zeit des Dreißigjährigen Krieges erinnern heute an die erfolgte Seeschlacht.
Im 19. Jahrhundert wollte die dänische Regierung einen Exporthafen am Lister Tief errichten, die Exportgüter sollten über einen Eisenbahndamm den Hafen erreichen. Nach dem Deutsch-Dänischen Krieg 1864 wurde Rømø jedoch deutsches Gebiet und die dänische Regierung musste diese Pläne aufgeben. Stattdessen wurde der Hafen ab 1869 in Esbjerg gebaut.
Erst in den Jahren 1961 bis 1964 wurde die Hafenanlage als Fischerei- und Yachthafen errichtet, hauptsächlich wurden Krabben gefangen und in Havneby direkt verarbeitet. Der Hafen verfügt auch über eine Werft mit Slipanlage und eine Seenotrettungsstation des staatlichen Küstenrettungsdienstes (dänisch Kystredningstjenesten) mit zwei Seenotrettungsbooten auf zwei Slipanlagen und einem Strandrettungsboot auf einem Trailer.
1963 nahm die Rømø-Sylt-Linie ihren Fährbetrieb auf. Im Juni 2005 ersetzte die Doppelendfähre SyltExpress die zuletzt verwendeten Fähren Vikingland und Westerland.
Im Dezember 1999 verwüstete Orkan Anatol Teile von Havneby, die Auktionshalle existiert seitdem nicht mehr.
Havneby hat sich neben dem Hafen auch touristisch entwickelt, denn mehrere Ferienhausanlagen, ein 2006 neu gebauter Golfplatz mit einem Wellnesscenter sowie einige Geschäfte dominieren das Stadtbild.
Ein neues Quartier soll auf 17.927 Quadratmeter direkt am Hafen entstehen. Dafür hat die Überseeinsel GmbH, die zum Bremer Projektentwicklungsunternehmen wpd gehört, ein Grundstück erworben und entwickelt dort ein Hotel und Wohnungen für Touristen, Einwohner und Offshore-Service-Mitarbeiter. Zum Beispiel für den etwa 60 km entfernten Offshore-Windpark Butendiek.

## Helmodde
Südlich des Hafens vor dem Deich liegt das Naturschutzgebiet Helmodde, das in der Zeit vom April bis zum Oktober nicht betreten werden darf. Das Gebiet entstand durch Schlickablagerungen und wurde zum Marschboden. Es ist ein Rückzugs- und Brutgebiet für die vielen Watvögel, wie Austernfischer, Knutts und Pfuhlschnepfen. Auch Ringelgänse und Eiderenten haben hier ihren Rastplatz.

## Persönlichkeiten
- Andreas Petersen-Röm (1914–1985), deutsch-dänischer Maler, in Havneby geboren

## Galerie

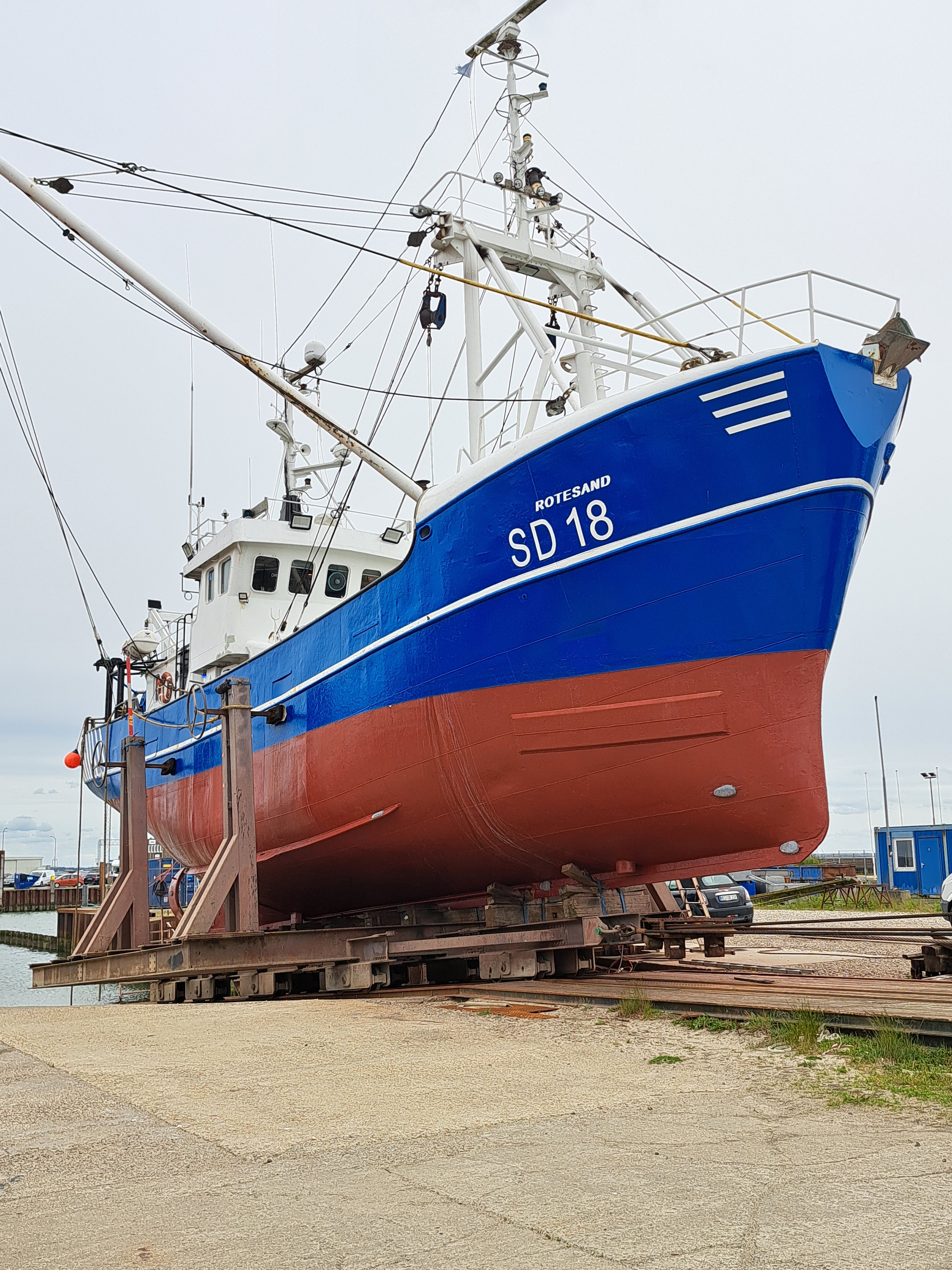
Fischkutter zur Reparatur auf der Slipanlage der Werft in Havneby
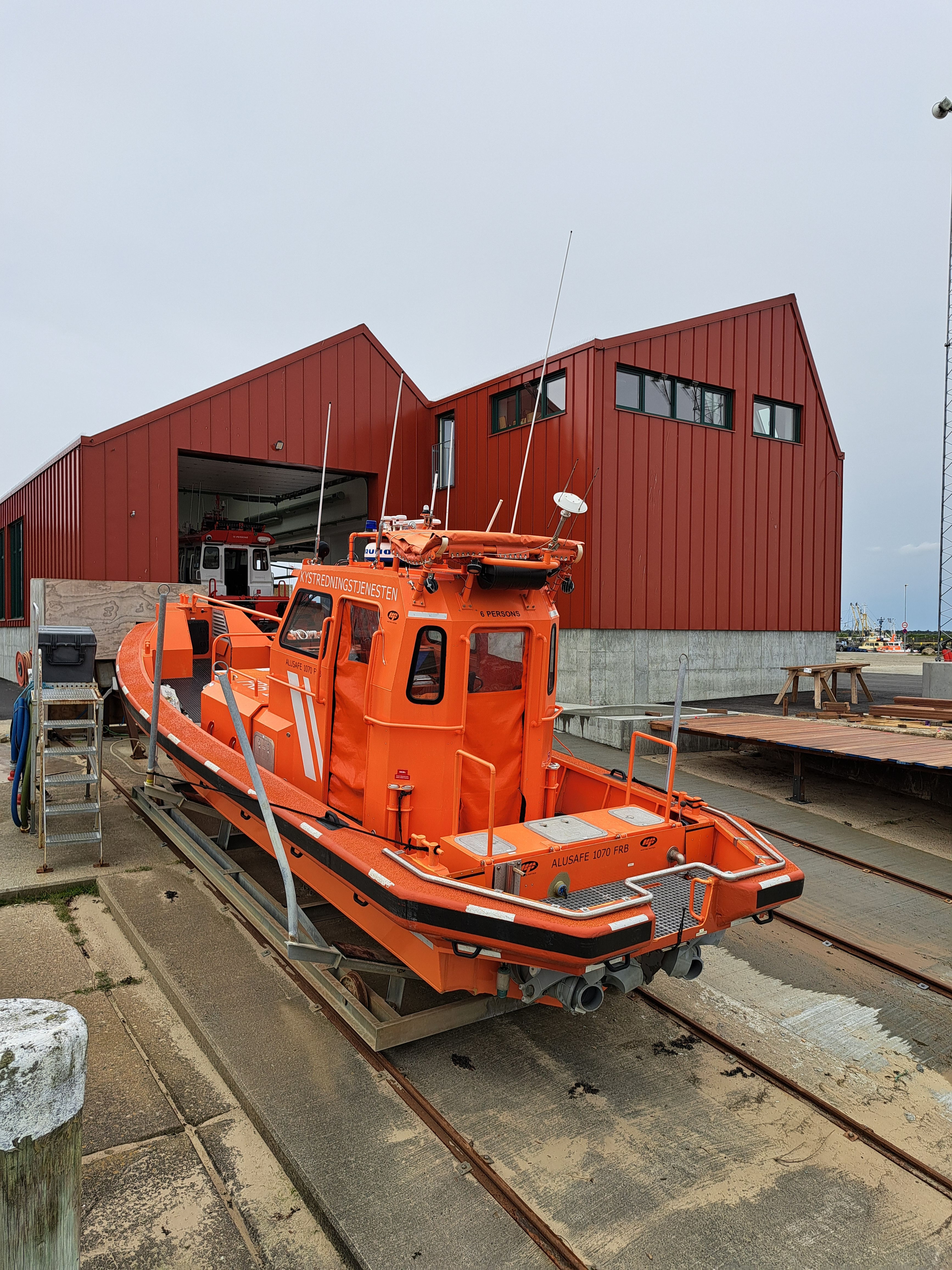
Seenotrettungsboot auf der Slipanlage des Küstenrettungsdienstes in Havneby
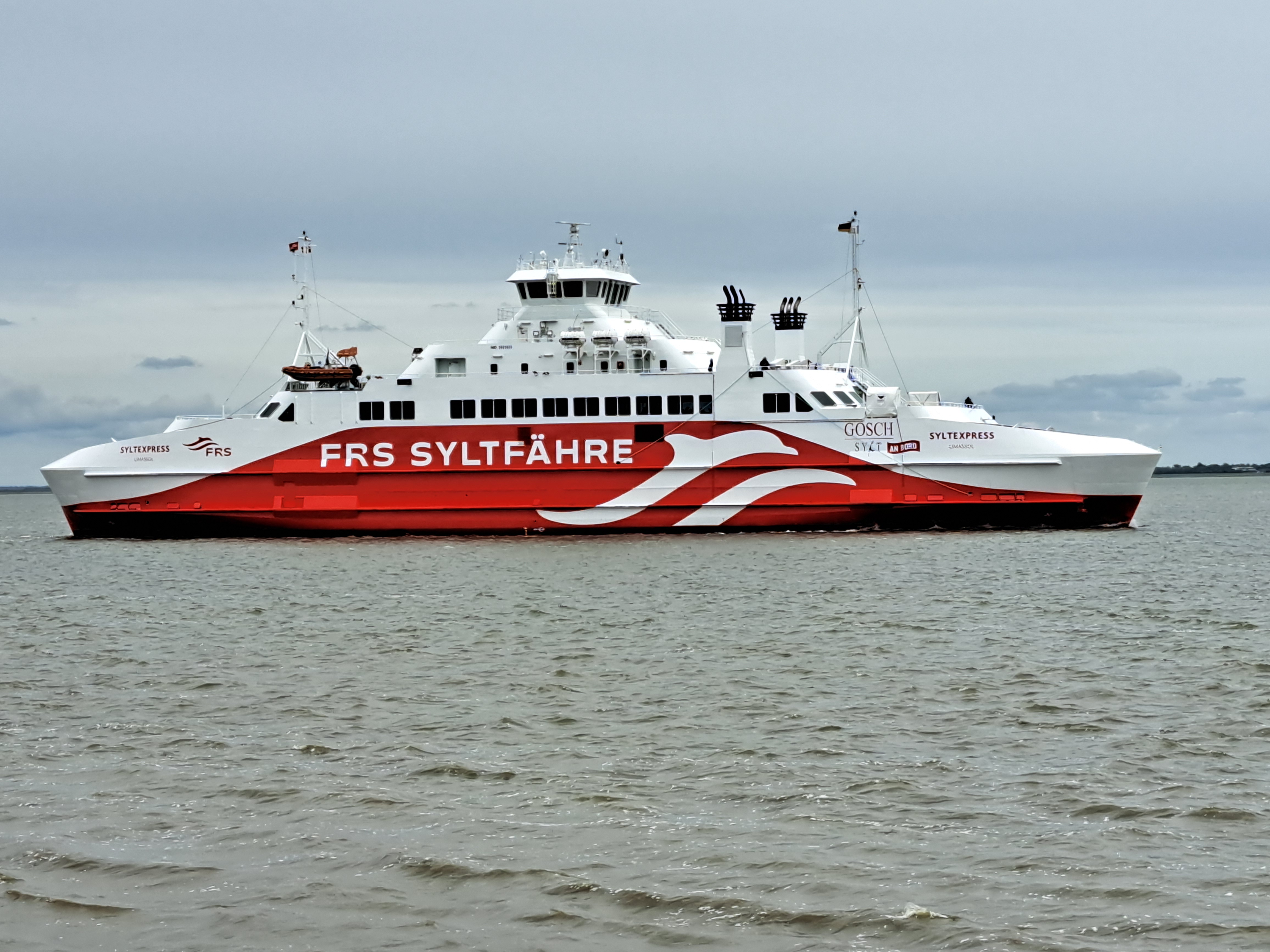
Die Fähre SyltExpress auslaufend Rømø Havn